# Inkayacu
Inkayacu (il cui nome in lingua Quechua significa "re delle acque") è un genere estinto di pinguino gigante vissuto nell'Eocene superiore, circa 37.2-33.9 milioni di anni fa (Divisaderano-Tinguiriricano), in quello che oggi è il Perù. Il genere contiene una singola specie, ossia I. paracasensis. L'animale è conosciuto da uno scheletro quasi completo, scoperto nel 2008, e che comprendeva delle impressioni di piume, le prime ritrovate nel fossile di un pinguino. Uno studio sui melanosomi, organelli contenenti i pigmenti all'interno delle penne, indica che le piume dell'animale erano di colore grigio o bruno rossastro. Tale colorazione differisce non poco dal piumaggio dei moderni pinguini, che devono il loro piumaggio bruno-nero ai loro grandi melanosomi dalla forma ellissoidale.

## Descrizione
Sebbene fosse un pinguino primitivo, Inkayacu assomigliava molto ai suoi parenti moderni. Possedeva ali simili a pagaie con penne corte e un becco molto lungo. Inkayacu, insieme ad altri pinguini estinti del Perù, sono spesso definiti pinguini giganti a causa delle loro dimensioni, difatti, l'animale era lungo circa 1,5 metri (5 piedi), in contrasto con il più grande pinguino vivente, il pinguino imperatore (Aptenodytes forsteri), che è lungo circa 1,2 metri (4 piedi).
I melanosomi all'interno delle penne di Inkayacu sono lunghi e stretti, simili a quelli della maggior parte degli altri uccelli. La loro forma suggerisce che Inkayacu avesse un piumaggio grigio scuro e bruno-rossastro rispettivamente sul dorso e sulla pancia. I pinguini moderni hanno melanosomi della stessa lunghezza di quelli di Inkayacu, ma sono molto più larghi. Sono inoltre in numero maggiore all'interno delle cellule viventi dei pinguini. La forma di questi melanosomi dà loro un colore marrone scuro o nero, ed è la ragione per cui i pinguini moderni sono per lo più in bianchi e neri. Nonostante non abbia i caratteristici melanosomi dei moderni pinguini, le penne dell'Inkayacu erano comunque simili a quelle delle specie moderne. I melanosomi all'interno delle piume forniscono sia il colore che resistenza all'usura. Le piume che formano il contorno del corpo dell'uccello avevano grandi calami, e le penne primarie lungo il bordo delle ali sono corte e indifferenziate. La nanostruttura delle penne dell'animale si evoluta dopo precedenti modificazioni macrostrutturali della forma della piuma, il che è visto come un adattamento al volo subacqueo dei pinguini.

## Storia della scoperta

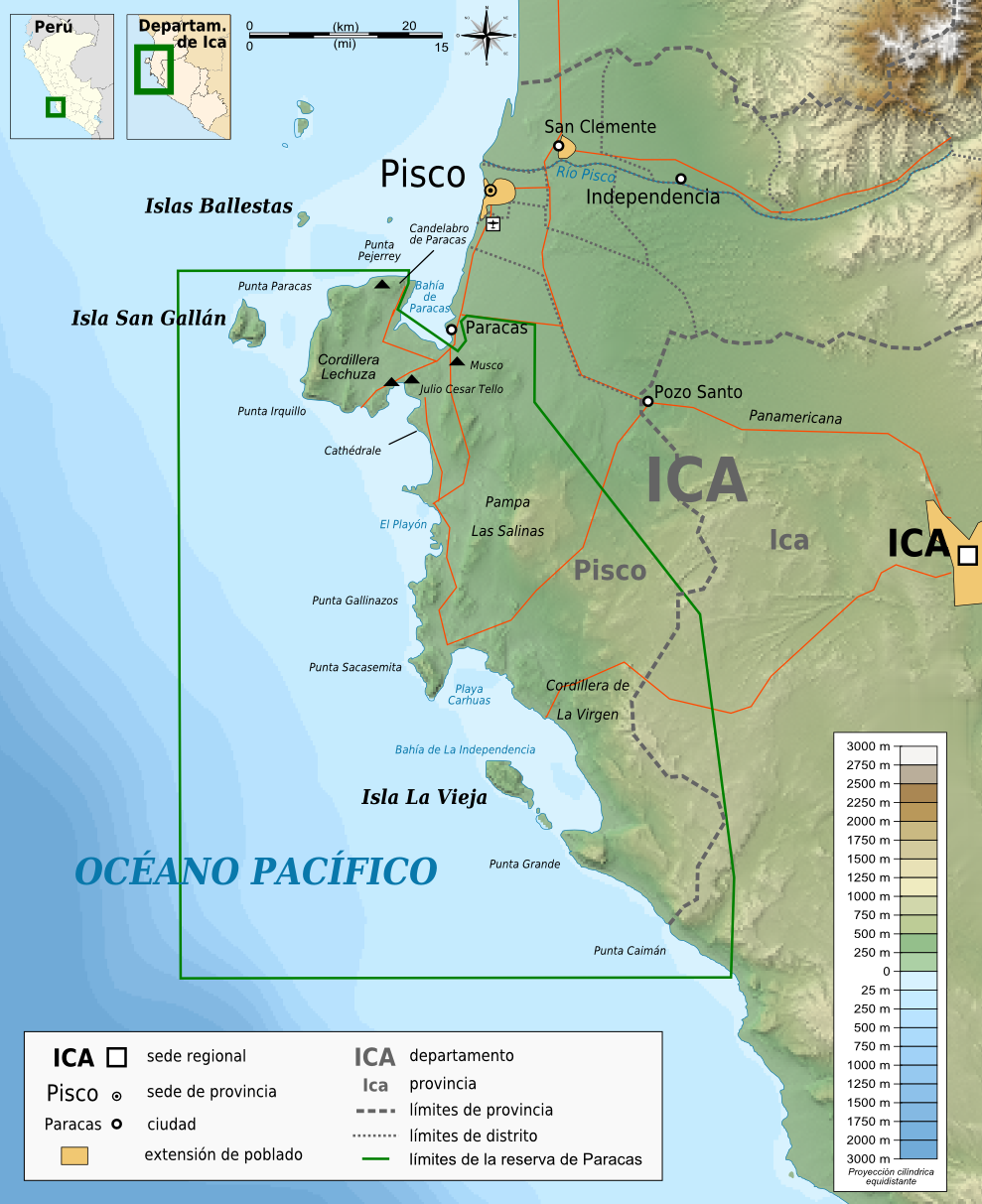
Mappa della Riserva Nazionale di Paracas ad Ica, Perù, dove sono stati rinvenuti i resti di Inkayacu

I resti fossili di Inkayacu vennero scoperti per la prima volta nel 2008 sulla costa pacifica di Ica, in Perù. Uno scheletro quasi completo venne scoperto nella Formazione Otuma, nella Riserva Nazionale di Paracas da un team di una spedizione guidata da Rodolfo Salas e studiato da un team guidato da Julia Clarke dell'Università del Texas. L'esemplare rappresentava il primo fossile di pinguino che mostrasse ancora tracce del piumaggio. Le penne erano perlopiù ben conservate, tanto che i ricercatori Julia Clarke, Liliana D'Alba e Ali J. Altamirano furono in grado di eseguire delle analisi sui melanosomi. Fino ad ora, senza l'aggiunta di penne, non è stata condotta alcuna ricerca sulla nanostruttura delle penne antiche. La zona in cui era stato rinvenuto l'esemplare di Inkayacu, era già noto per la presenza di altri pinguini giganti, tra cui la specie Perudyptes devriesi e Icadyptes salasi, descritti dalla zona l'anno precedente.
La prima evidenza di melanosomi in piume fossili fu pubblicata alla fine del 2008, essendo stata segnalata in un esemplare di un uccello del Cretaceo inferiore. Il paleontologo Jakob Vinther , autore del documento del 2007 sui primi melanosomi fossili conosciuti, trovò melanosomi nelle penne di Inkayacu subito dopo la scoperta del fossile. Questa scoperta fornisce una panoramica di come la storia evolutiva di Inkayacu abbia influenzato la morfologia dei suoi discendenti esistenti.
Il genere contiene una singola specie, ossia Inkayacu pacarasensis. Il nome del genere, Inkayacu, deriva dalle parole Quechua Inka che sta per "imperatore" o "re", e yacu ossia "acqua"; pertanto il nome dell'animale significa "re delle acque". L'epiteto specifico, pacarasensis, si riferisce a Paracas, dove sono stati trovati i fossili dell'animale.

## Paleobiologia
Inkayacu viveva nel mare che estendeva in Perù durante l'Eocene superiore. Gli arti a pagaia permettevano all'animale di trascorrere molto tempo in mare. I grandi melanosomi all'interno delle cellule dei pinguini viventi conferiscono alle penne una maggiore rigidità, che può essere un adattamento per far fronte allo stress del volo sott'acqua. Poiché Inkayacu ha un numero minore di melanosomi, potrebbe non essere stato in grado di nuotare a grandi profondità, possibilmente rimanendo vicino alla superficie. Tuttavia, è anche possibile che i melanosomi dei moderni pinguini non diano loro un vantaggio sott'acqua, dal momento che le penne sul lato inferiore sono principalmente bianche, prive della rigidità della melanina. Se la melanina è presente nelle penne per aggiungere rigidità, ci si aspetterebbe che tutte le piume sui pinguini viventi siano nere.